# Egy esős nap New Yorkban
Az Egy esős nap New Yorkban (eredeti cím: A Rainy Day in New York) 2019-es amerikai romantikus-filmvígjáték, melyet Woody Allen írt és rendezett Timothée Chalamet, Elle Fanning, Selena Gomez, Jude Law, Diego Luna és Liev Schreiber főszereplésével.
A film 2018-ban készült, de a forgalmazó, az Amazon Studios felfüggesztette a bemutatót az Allen és a Me Too-mozgalom körüli viták miatt. Lengyelországban 2019. július 26-án jelent meg, majd ezt követően több európai, dél-amerikai és ázsiai országban is megjelent. Az Amerikai Egyesült Államokban 2020. október 9-én mutatták be az MPI Media Group és a Signature Entertainment forgalmazásában. Magyarországon 2019. november 28-án volt látható a Cinetel Kft. jóvoltából.
A film egy fiatal egyetemista (Chalamet) romantikus kalandjait követi nyomon, aki egy hétvégén szülővárosába, New Yorkba látogat, annak reményében, hogy elmélyíti kapcsolatát egyetemi barátnőjével (Fanning), akivel a városban egy nagy tekintélyű független filmrendezővel (Schreiber) készít interjút.

## Cselekmény
A főszereplő, Gatsby Welles gazdag szülők fia. Mikor barátnőjének, Ashleigh Enright újságírónak el kell utaznia Manhattanbe, hogy interjút készítsen az ismert függetlenfilm-készítővel, Roland Pollarddal, Gatsby is elmegy, egy romantikus hétvégét tervezve a városban, miközben igyekszik elkerülni a szüleit, akik gálaestet tartanak, és nincs jóban velük.

## Szereplők
- Timothée Chalamet - Gatsby Welles
- Elle Fanning - Ashleigh Enright
- Selena Gomez - Chan Tyrell
- Jude Law - Ted Davidoff
- Diego Luna - Francisco Vega
- Liev Schreiber - Roland Pollard
- Kelly Rohrbach - Terry
- Annaleigh Ashford - Lily
- Rebecca Hall - Connie Davidoff
- Cherry Jones - Mrs. Welles
- Will Rogers - Hunter Welles
- Suki Waterhouse - Tiffany
- Ben Warheit - Alvin Troller
- Griffin Newman - Josh Loomis
- Kathryn Leigh Scott - Wanda
- Don Stephenson - Bemelmans bárpincér

## Filmkészítés
2017 augusztusában Timothée Chalamet, Selena Gomez és Elle Fanning csatlakozott Woody Allen legújabb filmjének szereplőgárdájához, amelyet Allen rendezett az általa írt forgatókönyv alapján. Letty Aronson volt a producer, az Amazon Studios pedig a forgalmazásért felelt. 2017 októberében Allen megerősítette, hogy a film címe A Rainy Day in New York lett. 2017 szeptemberében Jude Law, Diego Luna, Liev Schreiber, Annaleigh Ashford, Rebecca Hall, Cherry Jones, Will Rogers és Kelly Rohrbach csatlakozott a stábhoz. 2017 októberében Suki Waterhouse is csatlakozott.
A forgatás 2017. szeptember 11-én kezdődött New Yorkban, és október 23-án fejeződött be.

## Filmzene
A filmzene számos dalt tartalmaz, amelyeket Erroll Garner jazz-zongorista játszik.

## Fordítás
- Ez a szócikk részben vagy egészben  az   A Rainy Day in New York című angol Wikipédia-szócikk fordításán alapul.  Az eredeti cikk szerkesztőit annak laptörténete sorolja fel. Ez a jelzés csupán a megfogalmazás eredetét és a szerzői jogokat jelzi, nem szolgál a cikkben szereplő információk forrásmegjelöléseként.